# American Library Association
L'American Library Association (ALA) és una agrupació professional de bibliotecaris fundada l'any 1876 amb la finalitat de promoure el moviment de bibliotecaris als Estats Units d'Amèrica.
L'American Library Association (ALA), amb aproximadament 64.600 membres, fundada el 6 d'octubre de 1876 a Filadèlfia i assentada el 1879 a Massachusetts, té la seu actual és a Chicago, Illinois. Aplega onze associacions americanes de bibliotecaris. Des de la seva fundació ha intervingut en tot el que fa referència a biblioteques del seu país: lleis, imposts, escoles de bibliotecaris, etc. Publica la major part de la bibliografia professional mundial i un gran nombre de publicacions periòdiques, entre elles l'ALA Bulletin.
La missió d'ALA és proporcionar lideratge per al desenvolupament, la promoció i la millora dels serveis d'informació i biblioteques i la professió de biblioteconomia per tal de millorar l'aprenentatge i assegurar l'accés a la informació per tot. L'ALA estableix diversos estàndards per a les operacions de les biblioteques com ara les Regles angloamericanes de catalogació. Durant la seva història, l'ALA ha advocat per la llibertat d'expressió i ha estat crítica amb la censura, oi s'ha ocupat de defensar aquests principis davant del Congrés dels Estats Units, influint en la legislació sobre aquests i altres temes relacionats.